# Cremastocheilus harrisi
Cremastocheilus harrisi är en skalbaggsart som beskrevs av Kirby 1827. Cremastocheilus harrisi ingår i släktet Cremastocheilus och familjen Cetoniidae. Inga underarter finns listade i Catalogue of Life.